# Unione Sportiva Palermo 1965-1966
Questa voce raccoglie le informazioni riguardanti l'Unione Sportiva Palermo nelle competizioni ufficiali della stagione 1965-1966.

## Stagione
Nel terzo campionato di fila di Serie B dal 1963, il Palermo conclude al quartultimo posto, salvandosi per un solo punto da quella che sarebbe stata una clamorosa retrocessione in Serie C.
In Coppa Italia il club supera il Primo turno contro i pari di categoria della Reggiana per sorteggio, dopo che la partita si concluse con un pareggio (1-1) anche ai tempi supplementari, venendo poi eliminato al Secondo turno dalla Fiorentina (4-1).

## Rosa
| N. |                   | Ruolo | Calciatore         |
| -- | ----------------- | ----- | ------------------ |
|    | Italia (bandiera) | P     | Giovanni Ferretti  |
|    | Italia (bandiera) | P     | Luigi Ferrero      |
|    | Italia (bandiera) | D     | Giorgio Costantini |
|    | Italia (bandiera) | D     | Bruno Giorgi       |
|    | Italia (bandiera) | D     | Antonio De Bellis  |
|    | Italia (bandiera) | D     | Mario Giubertoni   |
|    | Italia (bandiera) | D     | Lucio Bonanno      |
|    | Italia (bandiera) | D     | Francesco Pagano   |
|    | Italia (bandiera) | C     | Rino Bon           |
|    | Italia (bandiera) | C     | Mario Cipollato    |
|    | Italia (bandiera) | C     | Giorgio Tinazzi    |
|    | Italia (bandiera) | C     | Alfredo Moschen    |
|    | Italia (bandiera) | C     | Giorgio Ramusani   |

| N. |                   | Ruolo | Calciatore         |
| -- | ----------------- | ----- | ------------------ |
|    | Italia (bandiera) | C     | Gino Gagliardelli  |
|    | Italia (bandiera) | C     | Franco Viappiani   |
|    | Italia (bandiera) | C     | Umberto Fornesi    |
|    | Italia (bandiera) | C     | Mario Casini       |
|    | Italia (bandiera) | C     | Eros Venturelli    |
|    | Italia (bandiera) | C     | Sergio Bettini     |
|    | Italia (bandiera) | A     | Gaetano Troja      |
|    | Italia (bandiera) | A     | Carlo Crippa       |
|    | Italia (bandiera) | A     | Giorgio Fogar      |
|    | Italia (bandiera) | A     | Gino Raffin        |
|    | Italia (bandiera) | A     | Michelangelo Taibi |
|    | Italia (bandiera) | A     | Raffaello Ciocca   |

## Calciomercato
| Acquisti | Acquisti           | Acquisti        | Acquisti |
| R.       | Nome               | da              | Modalità |
| -------- | ------------------ | --------------- | -------- |
| P        | Luigi Ferrero      | Carrarese       | -        |
| D        | Giorgio Costantini | Entella         | -        |
| D        | Francesco Pagano   | Sconosciuta     | -        |
| D        | Lucio Bonanno      | Sconosciuta     | -        |
| C        | Rino Bon           | Reggiana        | -        |
| C        | Alfredo Moschen    | Cantieri Navali | -        |
| C        | Carlo Crippa       | Torino          | -        |
| C        | Eros Venturelli    | Sconosciuta     | -        |
| C        | Mario Casini       | Sconosciuta     | -        |
| A        | Sergio Bettini     | Entella         | -        |
| A        | Michelangelo Taibi | Acquapozzillo   | -        |

| Cessioni | Cessioni          | Cessioni | Cessioni      |
| R.       | Nome              | a        | Modalità      |
| -------- | ----------------- | -------- | ------------- |
| P        | Walter Pontel     | Padova   | -             |
| D        | Renato Caocci     | Potenza  | -             |
| C        | Alberto Malavasi  | Reggiana | -             |
| C        | Enzo Benedetti    | -        | fine carriera |
| C        | Giorgio Rossano   | Chieri   | -             |
| C        | Faustinho         | -        | fine carriera |
| A        | Guido Postiglione | Napoli   | -             |

## Risultati

### Serie B

#### Girone di andata
| 5 settembre 1965 1ª giornata | Livorno | 1 – 0 | Palermo |  |

| 22 dicembre 1946 2ª giornata | Modena | 2 – 1 | Palermo |  |

| 19 settembre 1965 3ª giornata | Palermo | 2 – 1 | Genoa |  |

| 26 settembre 1965 4ª giornata | Palermo | 4 – 0 | Monza |  |

| 3 ottobre 1965 5ª giornata | Verona | 0 – 0 | Palermo |  |

| 10 ottobre 1965 6ª giornata | Padova | 1 – 3 | Palermo |  |

| 17 ottobre 1965 7ª giornata | Palermo | 1 – 0 | Reggiana |  |

| 1º novembre 1964 8ª giornata | Palermo | 1 – 1 | Messina |  |

| 31 ottobre 1965 9ª giornata | Pisa | 1 – 2 | Palermo |  |

| 7 novembre 1965 10ª giornata | Potenza | 1 – 0 | Palermo |  |

| 14 novembre 1965 11ª giornata | Palermo | 0 – 0 | Alessandria |  |

| 21 novembre 1965 12ª giornata | Palermo | 0 – 0 | Novara |  |

| 28 novembre 1965 13ª giornata | Trani | 1 – 0 | Palermo |  |

| 5 dicembre 1965 14ª giornata | Palermo | 0 – 0 | Catanzaro |  |

| 1º ottobre 1989 15ª giornata | Reggina | 1 – 1 | Palermo |  |

| 23 novembre 1947 16ª giornata | Palermo | 2 – 0 | Pro Patria |  |

| 2 gennaio 1966 17ª giornata | Palermo | 2 – 3 | Lecco |  |

| 9 gennaio 1966 18ª giornata | Mantova | 2 – 2 | Palermo |  |

| 16 gennaio 1966 19ª giornata | Venezia | 0 – 0 | Palermo |  |

#### Girone di ritorno
| 6 febbraio 1966 20ª giornata | Palermo | 2 – 0 | Livorno |  |

| 13 febbraio 1966 21ª giornata | Palermo | 1 – 1 | Modena |  |

| 20 febbraio 1966 22ª giornata | Genoa | 3 – 0 | Palermo |  |

| 27 febbraio 1966 23ª giornata | Monza | 1 – 0 | Palermo |  |

| 6 marzo 1966 24ª giornata | Palermo | 0 – 0 | Verona |  |

| 20 marzo 1966 25ª giornata | Palermo | 4 – 0 | Padova |  |

| 27 marzo 1966 26ª giornata | Reggiana | 1 – 1 | Palermo |  |

| 3 aprile 1966 27ª giornata | Messina | 0 – 0 | Palermo |  |

| 10 aprile 1966 28ª giornata | Palermo | 0 – 0 | Pisa |  |

| 17 aprile 1966 29ª giornata | Palermo | 1 – 2 | Potenza |  |

| 24 aprile 1966 30ª giornata | Alessandria | 3 – 0 | Palermo |  |

| 1º maggio 1966 31ª giornata | Novara | 0 – 0 | Palermo |  |

| 8 maggio 1966 32ª giornata | Palermo | 0 – 0 | Trani |  |

| 15 maggio 1966 33ª giornata | Catanzaro | 1 – 2 | Palermo |  |

| 22 maggio 1966 34ª giornata | Palermo | 1 – 2 | Reggina |  |

| 29 maggio 1966 35ª giornata | Pro Patria | 2 – 1 | Palermo |  |

| 5 giugno 1966 36ª giornata | Lecco | 2 – 0 | Palermo |  |

| 12 giugno 1966 37ª giornata | Palermo | 0 – 0 | Mantova |  |

| 19 giugno 1966 38ª giornata | Palermo | 0 – 1 | Venezia |  |

### Coppa Italia
| Arbitro: | Politano (Cuneo) |

|                      |           |           |
| Meregalli 70’ (rig.) | Marcatori | 72’ Troja |

| Arbitro: | Marengo (Chiavari) |

|                                                 |           |           |
| Nuti 32’, 38’ Maschio 51’ Costantini 76’ (aut.) | Marcatori | 88’ Troja |

## Statistiche

### Statistiche di squadra
| Competizione | Punti | In casa | In casa | In casa | In casa | In casa | In casa | In trasferta | In trasferta | In trasferta | In trasferta | In trasferta | In trasferta | Totale | Totale | Totale | Totale | Totale | Totale | DR |
| Competizione | Punti | G       | V       | N       | P       | Gf      | Gs      | G            | V            | N            | P            | Gf           | Gs           | G      | V      | N      | P      | Gf     | Gs     | DR |
| ------------ | ----- | ------- | ------- | ------- | ------- | ------- | ------- | ------------ | ------------ | ------------ | ------------ | ------------ | ------------ | ------ | ------ | ------ | ------ | ------ | ------ | -- |
| Serie B      | 34    | 19      | 6       | 9       | 4       | 21      | 11      | 19           | 3            | 7            | 9            | 13           | 23           | 38     | 9      | 16     | 13     | 34     | 34     | 0  |
| Coppa Italia |       | -       | -       | -       | -       | -       | -       | 2            | 0            | 1            | 1            | 2            | 5            | 2      | 0      | 1      | 1      | 2      | 5      | -3 |
| Totale       |       | 19      | 6       | 9       | 4       | 21      | 11      | 21           | 3            | 8            | 10           | 15           | 28           | 40     | 9      | 17     | 14     | 36     | 39     | -3 |

### Statistiche dei giocatori
| Giocatore       | Serie B  | Serie B | Coppa Italia | Coppa Italia | Totale   | Totale |
| Giocatore       | Presenze | Reti    | Presenze     | Reti         | Presenze | Reti   |
| --------------- | -------- | ------- | ------------ | ------------ | -------- | ------ |
| S. Bettini      | 11       | 1       | 2            | 0            | 13       | 1      |
| R. Bon          | 21       | 0       | 1            | 0            | 22       | 0      |
| L. Bonanno      | 1        | 0       | -            | -            | 1        | 0      |
| M. Casini       | 3        | 0       | -            | -            | 3        | 0      |
| M. Cipollato    | 33       | 7       | 1            | 0            | 34       | 7      |
| G. Costantini   | 37       | 1       | 1            | 0            | 38       | 1      |
| C. Crippa       | 28       | 2       | 2            | 0            | 30       | 2      |
| A. De Bellis    | 14       | 0       | 2            | 0            | 16       | 0      |
| L. Ferrero      | 14       | -11     | 1            | -4           | 15       | -15    |
| G. Ferretti     | 26       | -23     | 1            | -1           | 27       | -24    |
| G. Fogar        | 30       | 5       | -            | -            | 30       | 5      |
| U. Fornesi      | 7        | 0       | 1            | 0            | 8        | 0      |
| G. Gagliardelli | 12       | 0       | -            | -            | 12       | 0      |
| B. Giorgi       | 26       | 0       | 1            | 0            | 27       | 0      |
| M. Giubertoni   | 38       | 0       | 1            | 0            | 39       | 0      |
| A. Moschen      | 29       | 0       | 2            | 0            | 31       | 0      |
| F. Pagano       | 2        | 0       | -            | -            | 2        | 0      |
| G. Raffin       | 4        | 0       | 1            | 0            | 5        | 0      |
| G. Ramusani     | 2        | 0       | -            | -            | 2        | 0      |
| M. Taibi        | 6        | 0       | -            | -            | 6        | 0      |
| G. Tinazzi      | 35       | 6       | 2            | 0            | 37       | 6      |
| G. Troja        | 33       | 12      | 2            | 2            | 35       | 14     |
| E. Venturelli   | 3        | 0       | -            | -            | 3        | 0      |
| F. Viappiani    | 5        | 0       | 1            | 0            | 6        | 0      |